# فرودگاه مرکزی شهر مکون
فرودگاه مرکزی شهر مکون (به انگلیسی: Macon Downtown Airport) یک فرودگاه همگانی بهره‌برداری هوایی با کد یاتا MAC است که یک باند فرود آسفالت دارد و طول باند آن ۱۴۳۱ متر است. این فرودگاه در کشور ایالات متحده آمریکا قرار دارد و در ارتفاع ۱۳۳ متری از سطح دریا واقع شده‌است.